# Bellevaux
Bellevaux (früher italienisch Bellavalle) ist eine französische Gemeinde im Département Haute-Savoie in der Region Auvergne-Rhône-Alpes.

## Geographie
Bellevaux liegt auf 903 m, ca. 15 km südsüdöstlich der Stadt Thonon-les-Bains. Das Bergdorf erstreckt sich im zentralen Chablais, im Vallée du Brevon, am unteren Osthang des Narmont, in den nördlichen Savoyer Alpen.
Die Fläche des 48,97 km² großen Gemeindegebiets umfasst den mittleren und südlichen Abschnitt des Vallée du Brevon. Der Brevon, ein linker Seitenfluss der Dranse, durchquert das Gebiet von Süden nach Norden in einem Tal, in dem sich Talweiten mit Engstellen regelmäßig abwechseln. Im südlichen Abschnitt befindet sich der Lac de Vallon, der erst 1943 durch die Schuttmassen eines großen Bergsturzes aufgestaut wurde.
Westlich des Brevon reicht das Gemeindeareal über die Waldhöhe des Narmont (1363 m) in das Quellgebiet der Follaz im Bereich des Col de Terramont sowie bis auf die Alpweiden der Montagne d’Hirmentaz (1607 m). Östlich des Brevon erstreckt sich das Gebiet auf den Bergkamm, der das Vallée du Brevon vom Vallée d’Aulps trennt. Die Grenze verläuft über die Höhen von Pointe d’Ireuse (1891 m), Pointe de la Gay (1802 m) und Grande Pointe (1800 m). Den südlichen Talabschluss bilden einige markante Kalkgipfel der Chablais-Alpen, von West nach Ost die Haute-Pointe (1958 m), die Pointe de Chavasse (2010 m), die Pointe de Chalune (2114 m) und der Roc d’Enfer, auf dessen Westgrat mit 2140 m die höchste Erhebung von Bellevaux erreicht wird. Ein schmaler Zipfel des Gemeindebodens reicht weiter südwärts bis zum Col de la Ramaz.

### Gemeindegliederung
Zu Bellevaux gehören neben dem eigentlichen Dorfzentrum verschiedene Weilersiedlungen, nämlich:
- Chez Maurice (829 m) im Brevontal am Fuß des Narmont
- Le Borgel (860 m) im Brevontal am Fuß des Narmont
- La Cour (870 m) nördlich an das Dorf anschließend
- La Côte (1150 m) auf einem Sattel südlich des Narmont
- Les Pontets (1126 m) auf einem Geländevorsprung südwestlich des Narmont
- Terramont (1040 m) an der Follaz am Aufstieg zum Col de Terramont
- Les Mouilles (1127 m) auf der Höhe östlich der Montagne d’Hirmentaz
- Hirmentaz (1200 m) am Nordabhang der Montagne d’Hirmentaz
- Jambaz de çà (1020 m) am westlichen Talhang des Brevon
- Jambaz de là (1030 m) auf dem Col de Jambaz
- Le Frêne (1000 m) auf einer Geländeterrasse östlich des Brevon
- L’Ermont (1013 m) östlich des Brevon
- L’Epuyer (955 m) am Brevon
- La Clusaz (980 m) am Brevon
- La Chèvrerie (1110 m) zuhinterst im Vallée du Brevon

Nachbargemeinden von Bellevaux sind Lullin und Vailly im Norden, La Baume, Seytroux und Saint-Jean-d’Aulps im Osten, La Côte-d’Arbroz und Mieussy im Süden sowie Onnion, Mégevette, Habère-Lullin und Habère-Poche im Westen.

## Geschichte
Bellevaux entstand neben einem Benediktinerpriorat, das hier 1136 gegründet wurde. Ein weiteres Priorat wurde 1138 bei Vallon (in der Nähe von La Chèvrerie) gegründet.

## Sehenswürdigkeiten
Die Kirche Notre Dame de l’Assomption wurde um 1830 errichtet und besitzt einen kupfernen Zwiebelhelm sowie eine reiche Ausstattung (Schnitzmobiliar). An die Kartause in Vallon, die 1536 von den Bernern zerstört wurde, erinnert die Kapelle Saint-Bruno aus dem 17. Jahrhundert. In der Umgebung von Bellevaux gibt es zahlreiche Kapellen, darunter auch die Chapelle de Nifflon aus dem 19. Jahrhundert auf der Alp Nifflon d’en Haut.
In Bellevaux befinden sich das Musée de la Faune und das Musée de l’Histoire et des Traditions.

## Bevölkerung
| Jahr                       | 1962 | 1968 | 1975 | 1982 | 1990 | 1999 |
| Einwohner                  | 1039 | 948  | 1028 | 1083 | 1113 | 1158 |
| Quellen: Cassini und INSEE |      |      |      |      |      |      |

Mit 1392 Einwohnern (Stand 1. Januar 2022) gehört Bellevaux zu den kleineren Gemeinden des Département Haute-Savoie. Nachdem die Bevölkerungszahl im Verlauf der ersten Hälfte des 20. Jahrhunderts markant abgenommen hatte (1901 zählte Bellevaux noch 1627 Einwohner), wurden seit den 1960er Jahren nur noch geringe Schwankungen der Einwohnerzahl verzeichnet. Erst in den letzten Jahren zeigt sich wieder ein steigender Trend.

## Wirtschaft und Infrastruktur
Bellevaux war bis weit ins 20. Jahrhundert hinein ein vorwiegend durch die Landwirtschaft und die Forstwirtschaft geprägtes Dorf. Heute gibt es verschiedene Betriebe des lokalen Kleingewerbes. Zahlreiche Erwerbstätige sind Wegpendler, die in den größeren Ortschaften der Umgebung, vor allem in Thonon-les-Bains, ihrer Arbeit nachgehen. In der Umgebung von Hirmentaz und bei La Chèvrerie zuhinterst im Vallée du Brevon entstanden in den letzten Jahrzehnten zwei Wintersportgebiete.
Die Ortschaft liegt abseits der größeren Durchgangsstraßen, ist aber von Thonon-les-Bains über die D26, welche nach Saint-Jeoire führt, relativ gut erreichbar. Weitere Straßenverbindungen bestehen mit Lullin und Habère-Poche.